# 김명길 (1894년)
김명길 상궁(金命吉 尙宮, 1894년 ~ 1983년)은 대한제국의 마지막 상궁 나인 가운데 한 사람이다. 본관은 김해(金海)이다.

## 생애
그녀는 한성부에서 출생하였고, 13세 때에 동궁계비 윤씨(황태자비, 훗날의 순정효황후)를 모시고 입궁하여 나인(內人)이 되었다. 이러한 나인을 '본방 나인(本房 內人)'이라고 하는데 그 당시엔 본방 나인 인원이 2명밖에 없었다. 그리고 순정효황후 윤씨와 김명길 상궁이 주종관계(主從關係)라고는 하지만 60년 고락을 같이 한 지기(知己)이자 영어, 일본어를 같이 공부한 학우(學友)이기도 하였다.
그녀는 도량이 넓고 두뇌가 명석할 만큼 총명한 것은 물론 체모(體貌)도 기품이 있는 데다가 옛날 원로 상궁들 같은 풍격(風格)이 있었으며, 만년에는 대한민국 서울특별시 종로구 와룡동 창덕궁 낙선재에서 덕혜옹주(德惠翁主)의 유모였던 하급 상궁내인이자 진외가친척 언니 변복동(卞福童, 1889년 출생 ~ 1972년 별세)과 함께 불교를 신앙하며 상궁내인으로 봉직하면서 상궁내인 생활의 끝마무리를 매듭지었다.
1966년 순정효황후 윤씨가 훙서하자 순정효황후 윤씨의 3년상(三年喪)을 치른 후 1969년에 의숭당(懿崧堂)이라는 법명으로 비구니 출가하여 서쪽 궁장(宮墻) 밖 원서동(苑西洞)의 자그마한 고옥(古屋)에서 3세 아래 매씨(妹氏)와 함께 불교를 신앙하며 외롭게 살다가 1983년 향년 90세를 일기로 별세하였다.
그녀의 아버지는 구한말 평의회(評議會: 명월관(明月館)자리)에 다니던 관리(官吏)였으며, 어머니는 한씨(韓氏)이다.
그녀가 입궁을 한 계기는 외사촌 언니가 순정효황후의 친조모(親祖母)와 친분이 있기 때문이었다고 한다. 그녀가 어린 시절에 외사촌 언니와 함께 당사주(唐四柱)를 보았더니 머리에 '의숭아꽃'을 달고 있어서 어차피 평범치 않을 팔자를 예측하고 궁인이 아니면 여승(女僧)이 좋겠다고 하여 자신이 아버지 몰래 결정을 했던 것이라고 한다. 저서로는 《낙선재 주변》이 있다.

## 같이 보기
- 순정효황후
- 복녕당 귀인 양씨
- 덕혜옹주
- 창덕궁
- 한희순
- 박자혜
- 박창복
- 성옥염